# Портакомаро
Портакомаро (італ. Portacomaro, п'єм. Portacomé) — муніципалітет в Італії, у регіоні П'ємонт,  провінція Асті.
Портакомаро розташоване на відстані близько 490 км на північний захід від Рима, 50 км на схід від Турина, 8 км на північний схід від Асті.
Населення — 1979 осіб (2014).
Щорічний фестиваль відбувається 24 серпня. Покровитель — святий Варфоломій apostolo.

## Демографія
Населення за роками:

Станом на 1 січня 2023 року в муніципалітеті офіційно проживало 97 іноземців з 20 країн, серед них 45 громадян країн Євросоюзу та 1 громадянин України.

## Сусідні муніципалітети
- Асті
- Калліано
- Кастаньоле-Монферрато
- Скурцоленго